# Lundsvedja
Lundsvedja är en småort i Valö socken i Östhammars kommun belägen strax öster om Valö kyrka.
I Lundsvedja finns bland annat en husbilsförsäljare och Granhälla bygdegård.